# Le Loreur

Le Loreur este o comună în departamentul Manche, Franța. În 1 ianuarie 2022 avea o populație de 262 de locuitori.